# Liga KBO
Liga KBO (korejsky KBO 리그) je nejvyšší baseballová liga a zároveň i nejpopulárnější tuzemská liga v Jižní Koreji. Byla založena v roce 1982 s šesti týmy: Lotte Giants, Samsung Lions, OB (dnes Doosan) Bears, Haitai (dnes Kia) Tigers, MBC Blue Dragons (dnes LG Twins) a Sammi Superstars (dnes neexistující).
Pracuje s podobnými pravidly jako MLB. Každý tým hraje 144 zápasů od začátku března do začátku října. Nejlepších 5 postupuje do playoff, kde (na rozdíl od MLB) vždy hrají nejdříve dva nejníže postavené týmy v sezóně proti sobě. Po vyřazení jednoho z týmů se proces opakuje. Jinými slovy, výherce základní části má zajištěné místo v Korejské sérii. Korejská série pak určuje vítěze celé sezóny. Korejskou sérii 2024 vyhráli Kia Tigers 4-1 proti Samsung Lions.

## Týmy
| Společnost | Jméno   | Město     | Připojení | Přejmenování |
| ---------- | ------- | --------- | --------- | ------------ |
| Lotte      | Giants  | Pusan     | 1982      | 1982         |
| Samsung    | Lions   | Tegu      | 1982      | 1982         |
| Doosan     | Bears   | Soul      | 1982      | 1982         |
| LG         | Twins   | Soul      | 1982      | 1990         |
| Kia        | Tigers  | Kwangdžu  | 1982      | 2001         |
| Hanwha     | Eagles  | Tedžon    | 1986      | 1986         |
| SSG        | Landers | Inčchon   | 2000      | 2021         |
| Kiwoom     | Heroes  | Soul      | 2008      | 2008         |
| NC         | Dinos   | Čchangwon | 2013      | 2011         |
| KT         | Wiz     | Suwon     | 2015      | 2013         |